# 카스비구

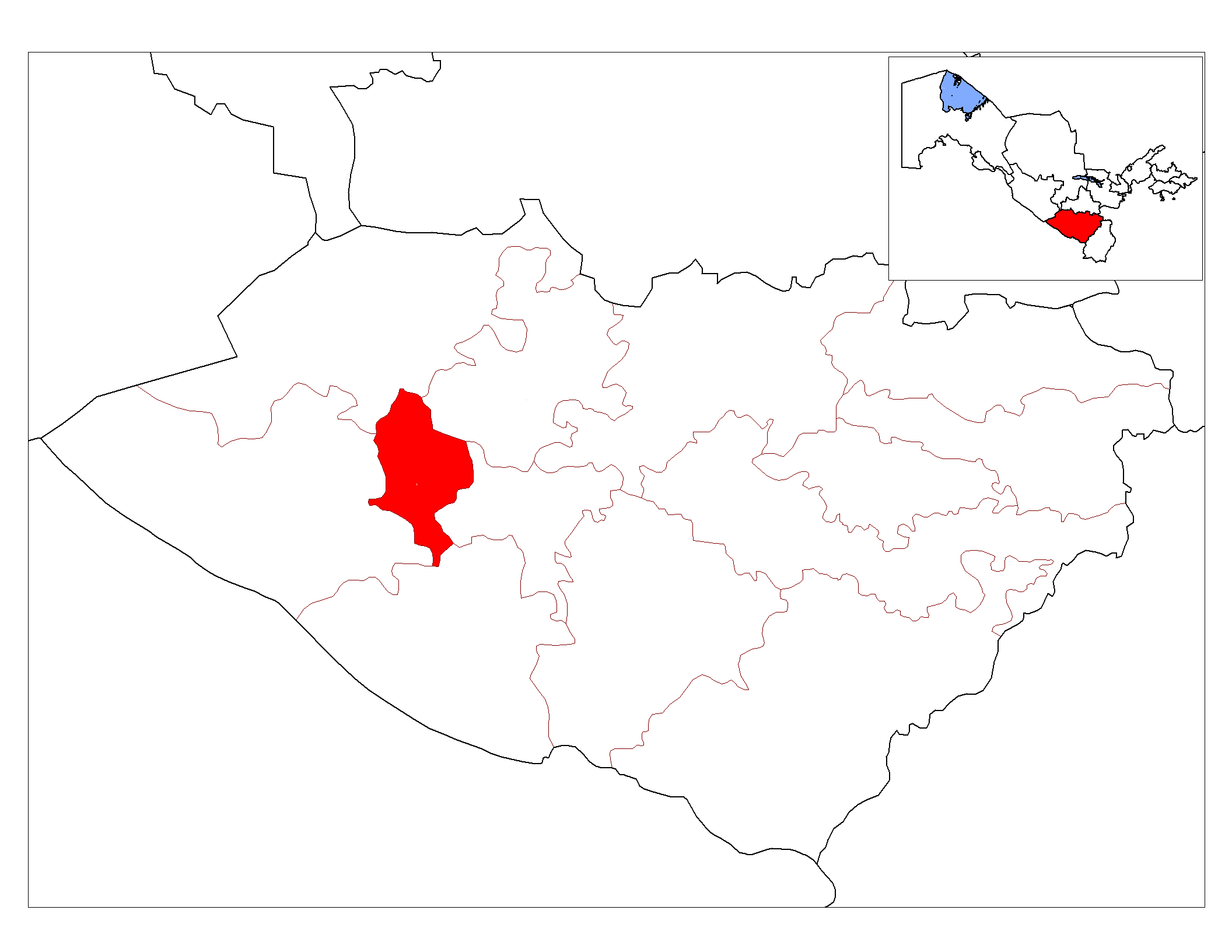

카스비구(Kasby)는 우즈베키스탄 카슈카다리야 주(Qashqadaryo Province)의 한 구이다.